# Distrito de Kecskemét
El distrito de Kecskemét (húngaro: Kecskeméti járás) es un distrito húngaro perteneciente al condado de Bács-Kiskun.
En 2013 tenía 156 413 habitantes. Su capital es Kecskemét, que también es la capital del condado.

## Municipios
El distrito tiene 3 ciudades (en negrita), una de ellas con estatus de ciudad de derecho condal (la capital Kecskemét), y 13 pueblos (población a 1 de enero de 2014):
- Ágasegyháza (1892)
- Ballószög (3366)
- Felsőlajos (858)
- Fülöpháza (845)
- Fülöpjakab (1161)
- Helvécia (4406)
- Jakabszállás (2615)
- Kecskemét (112 071) – la capital
- Kerekegyháza (6330)
- Kunbaracs (615)
- Kunszállás (1661)
- Ladánybene (1574)
- Lajosmizse (11 228)
- Nyárlőrinc (2323)
- Orgovány (3372)
- Városföld (2158)